# 刘芳标
刘芳标，沈阳人，是一名清朝政治人物。荫生出身。
刘芳标曾于康熙二十二年(1683年)接替范承训任建宁府知府一职，康熙二十九年(1690年)由张琦接任。